# Óblast autónomo Komi-Ziriano
El Óblast Autónomo Komi-Ziriano (en ruso: Автономная область Коми-Зырян fue una división administrativa de la RSFS de Rusia en la Unión Soviética. Fue creado el 22 de agosto de 1921 de partes de las provincias de Arcángel y de Dvina Septentrional. En 1929 se colocó bajo subordinación del krai del Norte y perduró hasta 1936, cuando tomó el estatus y nombre de RASS de Komi. La capital se encontraba en Ust-Sysolsk (renombrada en 1930 como Syktyvkar).